# البطولة العربية للأندية الفائزة بالكؤوس 1999
البطولة العربية للأندية الفائزة بالكؤوس 1999 هي النسخة العاشرة من البطولة العربية للأندية الفائزة بالكؤوس التي أقيمت في مدينة الكويت، الكويت من 1 إلى 20 نوفمبر 1999. مثلت الفرق الدول العربية في أفريقيا وآسيا. فاز الغرافة القطري بالبطولة للمرة الأولى في تاريخه، على حساب الجيش السوري.